# Apamea uniformis
Apamea uniformis là một loài bướm đêm trong họ Noctuidae.